# Тургора
Тургора — деревня в Старорусском муниципальном районе Новгородской области, с весны 2010 года относится к Великосельскому сельскому поселению. На 1 января 2011 года постоянное население деревни — 1 житель, число хозяйств — 1.
Деревня расположена на левом берегу реки Туренка, на расстоянии 3 км от деревни Астрилово. Неподалёку также расположены ещё две деревни: Фларёво (в 1 км к северо-западу) и Дорожкино (в 2 км восточнее).

## Население
| 2010 | 2011 | 2012 | 2013 |
| ---- | ---- | ---- | ---- |
| 1    | →1   | →1   | →1   |